# Диего Шварцман
Диего Шварцман (на испански: Diego Schwartzman) е аржентински тенисист.

## Биография
Диего Шварцман е роден на 16 август 1992 г. в Буенос Айрес, Аржентина. Той е от еврейски произход ашкенази и е син на Рикардо Себастиан и Силвана Шварцман. По време на Втората световна война неговият полско-еврейски прадядо по майчина линия е качен на влак за нацистки концентрационен лагер. Съединителят, който свързва два от вагоните на влака се чупи, и това позволява на неговия прадядо и други в един вагон да избягат. Прадядо му довел семейството си с лодка от Германия в Аржентина. Предците на баща му емигрират от Русия в Аржентина с лодка.
Шварцман играе тенис в Club Náutico Hacoaj, еврейско-аржентински спортен клуб в Буенос Айрес, който е създаден от и за евреи, на които не е било позволено да се присъединяват към други спортни клубове в града в началото на 20 век. Семейството му притежава успешна компания за дрехи и бижута. Въпреки това, по времето, когато Шварцман се ражда, семейството е доста бедно поради Голямата аржентинска депресия. За да си позволят разходите за тенис, Шварцман и майка му продават гривни на неговите юношески тенис турнири.
Шварцман има двама братя, единият е разработчик на софтуер, а другият е туристически агент, и сестра адвокат.

## Кариера
Диего Шварцман печели четири титли на сингъл от ATP и достига най-високото си място в ранглистата на сингъл номер 8 в света, през октомври 2020 г. Като специалист на клей, най-добрите му резултати са на тази настилка. Той е известен със своите висококачествени ретури.
Шварцман достига първия си финал на Мастърс на Италия Оупън през 2020 г., побеждава защитаващия титлата си и световен номер 2 Рафаел Надал в два сета и Денис Шаповалов по пътя. На финала той губи от Новак Джокович. Месец по-късно, на Откритото първенство на Франция, той побеждава световния номер 3 Доминик Тийм, за да стигне до своя първи полуфинал в турнир от Големия шлем.

## Кариерна статистика

#### Финали натурнири от сериите Мастърс(1)
| година | турнир       | съперник във финала | резултат |
| ------ | ------------ | ------------------- | -------- |
| 2020   | Италия Оупън | Новак Джокович      | 5–7, 3–6 |

### ATP финали (4 титли; 14 финала)
|        | П–З  | Година | Турнир            | Клас         | Настилка   | Опонент             | Резултат                |
| ------ | ---- | ------ | ----------------- | ------------ | ---------- | ------------------- | ----------------------- |
| Победа | 1–0  | 2016   | Истанбул Оупън    | 250 серии    | Клей       | Григор Димитров     | 6–7(5–7), 7–6(7–4), 6–0 |
| Загуба | 1–1  | 2016   | Юръпиън Оупън     | 250 серии    | Твърда (з) | Ришар Гаске         | 6–7(4–7), 1–6           |
| Загуба | 1–2  | 2017   | Юръпиън Оупън     | 250 серии    | Твърда (з) | Жо-Вилфрид Цонга    | 3–6, 5–7                |
| Победа | 2–2  | 2018   | Рио Оупън         | 500 серии    | Клей       | Фернандо Вердаско   | 6–2, 6–3                |
| Загуба | 2–3  | 2019   | Аржентина Оупън   | 250 серии    | Клей       | Марко Чекинато      | 1–6, 2–6                |
| Победа | 3–3  | 2019   | Лос Кабос Оупън   | 250 серии    | Твърда     | Тейлър Фриц         | 7–6(8–6), 6–3           |
| Загуба | 3–4  | 2019   | Виена Оупън       | 500 серии    | Твърда (з) | Доминик Тийм        | 6–3, 4–6, 3–6           |
| Загуба | 3–5  | 2020   | Кордоба Оупън     | 250 серии    | Клей       | Кристиан Гарин      | 6–2, 4–6, 0–6           |
| Загуба | 3–6  | 2020   | Италия Оупън      | Мастърс 1000 | Клей       | Новак Джокович      | 5–7, 3–6                |
| Загуба | 3–7  | 2020   | Кьолн Чемпиъншипс | 250 серии    | Твърда (з) | Александър Зверев   | 2–6, 1–6                |
| Победа | 4–7  | 2021   | Аржентина Оупън   | 250 серии    | Клей       | Франсиско Серундоло | 6–1, 6–2                |
| Загуба | 4–8  | 2021   | Юръпиън Оупън     | 250 серии    | Твърда (з) | Яник Синер          | 2–6, 2–6                |
| Загуба | 4–9  | 2022   | Аржентина Оупън   | 250 серии    | Клей       | Каспер Рууд         | 7–5, 2–6, 3–6           |
| Загуба | 4–10 | 2022   | Рио Оупън         | 500 серии    | Клей       | Карлос Алкарас      | 4–6, 2–6                |